# Hot dog

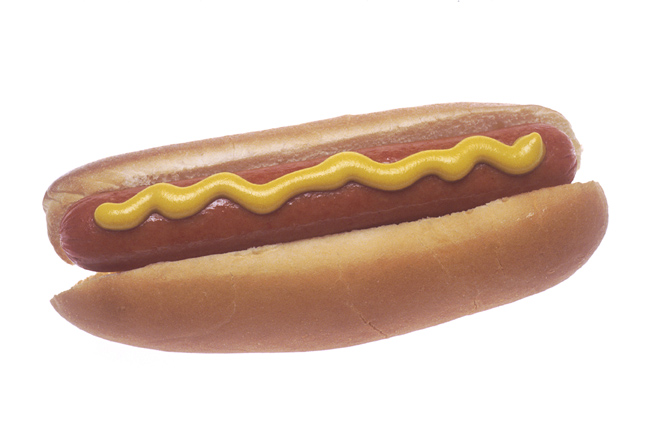
Hotdog s hořčicí

Hot dog (též hotdog) je pokrm určený k rychlému občerstvení. Skládá se z ohřátého či grilovaného párku, případně jiné podobné uzeniny, který je vložen do podélně rozříznutého rohlíku či bagety. Obvykle je dochucen hořčicí, kečupem, majonézou, případně kořením (pepř, paprika) a s oblohou v podobě krájené cibule, krouhaného hlávkového salátu nebo hlávkového zelí, sekané nakládané okurky, či jiné zeleniny, sýru a dalších příloh. Prodává se obvykle ve stáncích podobně jako ostatní druhy rychlého občerstvení.

## Historie
Kolem vzniku Hot dogu se dlouhodobě děje kontroverze. Někteří tvrdí, že pochází od dvou maďarských imigrantů Emila Reichela a Sama Ladanyho, kteří se přestěhovali do Chicaga, kde následně v roce 1893 na Světovém veletrhu hot dogy prodávali. Odtud vznik Chicagský hot dog. Dvojice pak založila firmu Vienna Beef, která prosperuje dodnes. Jiní zase tvrdí, že hot dog pochází z Frankfurtu, kvůli tomu se někdy hot dogu přezdívá "Frankfurter", které byly populární v New Yorku na baseballových zápasech. Když jednou kreslíř Tad Dorgan šel na takový zápas, uviděl prodavače občerstvení a dostal nápad na kresbu. Z Německa také přišli jezevčíci. Tak tedy namaloval jezevčíka v housce. Nevěděl ale, jak se správně německy píše dachshund (jezevčík), a tak pod obrázek napsal Hot Dog. Název se brzy stal oblíbeným, prodejci ho kvůli jeho popularitě tak nazývali, a proto ještě rozšířili působnost a název vydržel dodnes.

## Zdraví
Oproti jiným uzeninám jsou hot dogy tepelně zpracovány již před vlastním balením, nicméně doporučuje se, zejména pak pro těhotné ženy a osoby s potlačenou imunitou (např. HIV-infikovaní a lidé se chřipkou), aby se před konzumací hot dogy ohřály z důvodu případného výskytu listérie, která způsobuje listeriózu. Dle zprávy AICR každodenní konzumace 50 gramů hmoty zpracovaného masa zvyšuje riziko vzniku rakoviny tlustého střeva o 20 %. Hot dogy obsahují zvýšené množství tuků, solí a především konzervantů ve formě dusitanů a dusičnanu sodného, které možná přispívají ke vzniku rakoviny.

## Galerie

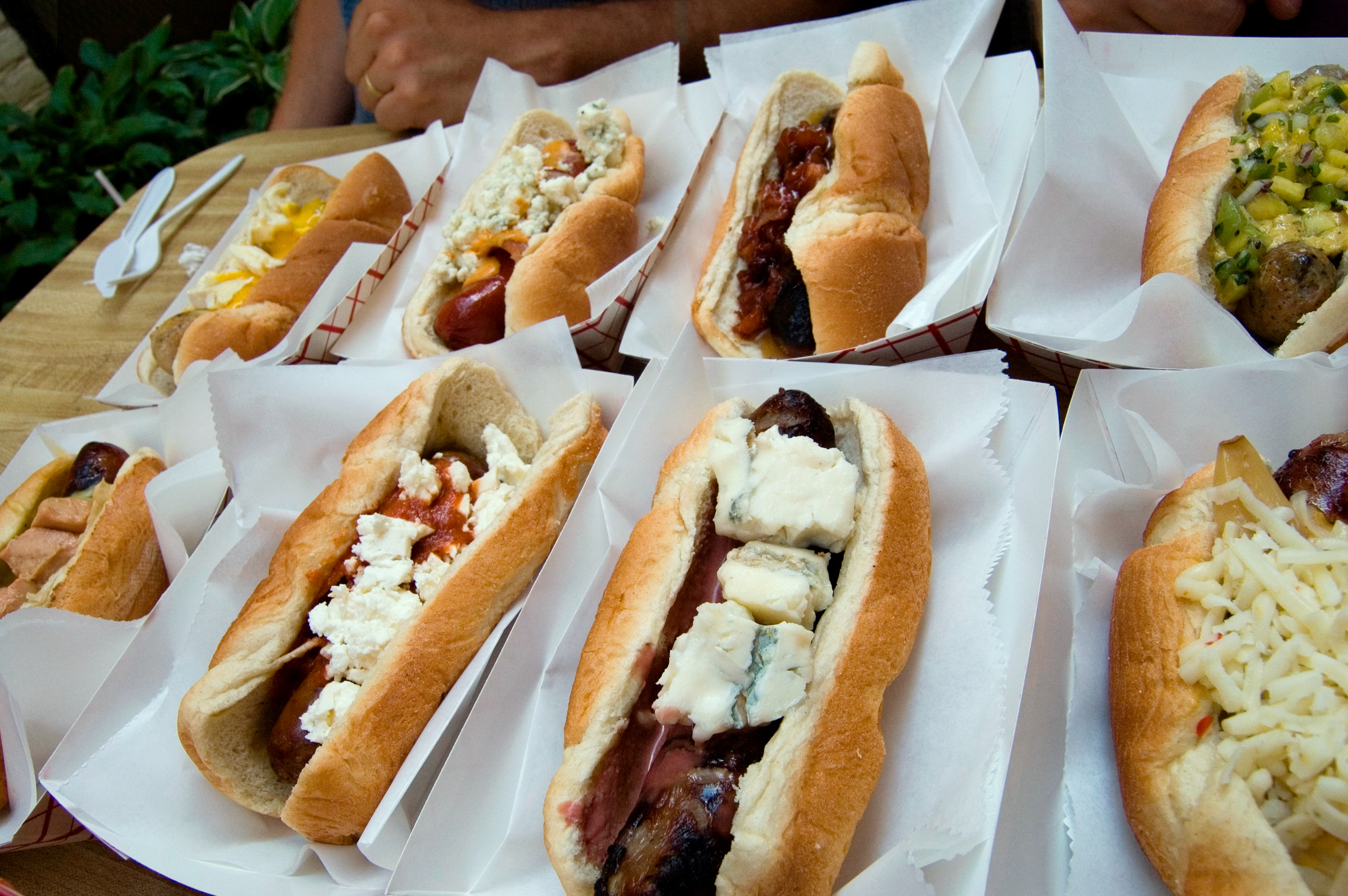
různé druhy úpravy hot dogu
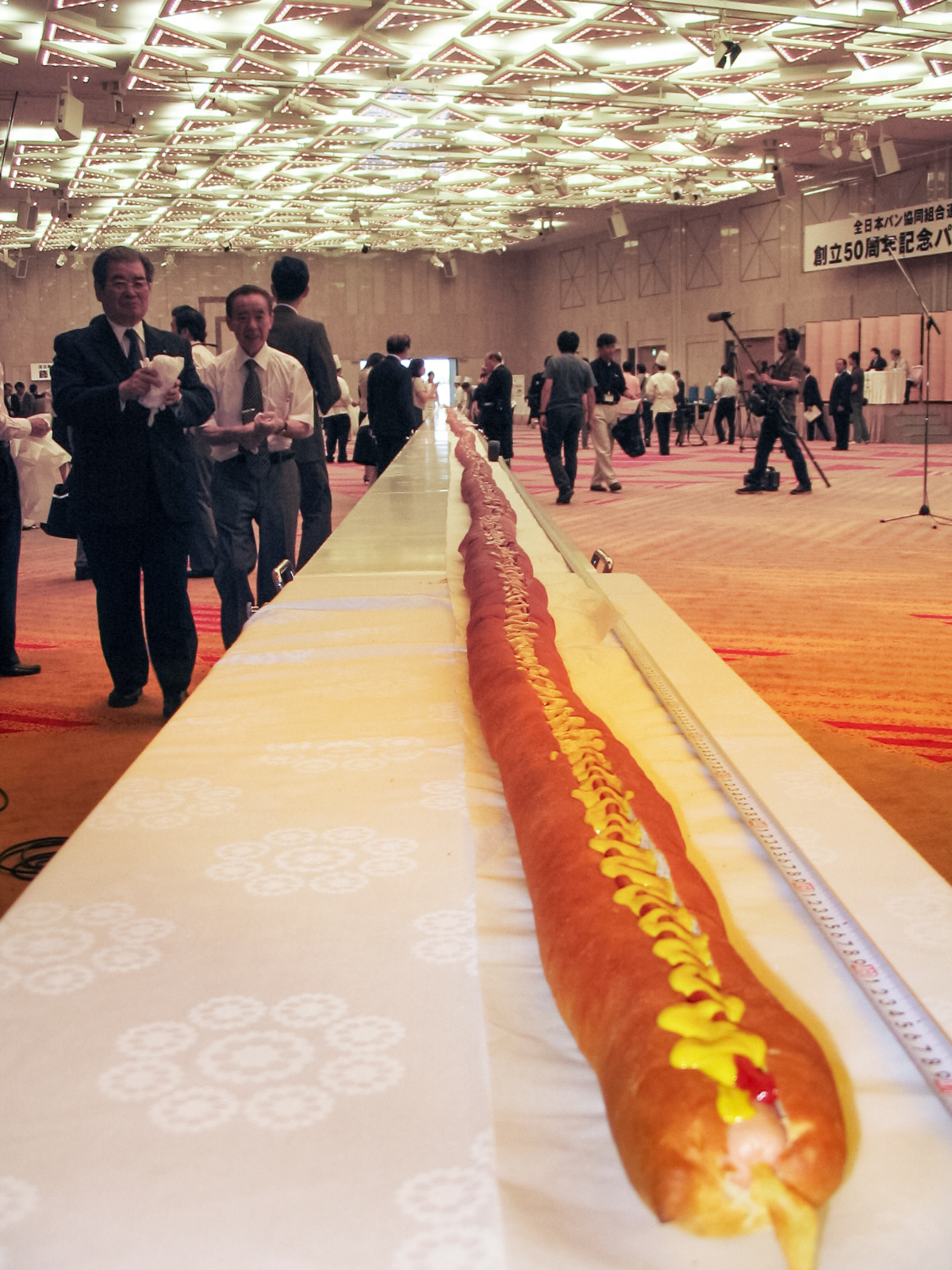
Největší Hot dog na světě v hotelu Akasaka Prince